# Glaucivermis spinosus
Glaucivermis spinosus är en plattmaskart. Glaucivermis spinosus ingår i släktet Glaucivermis och familjen Zoogonidae. Inga underarter finns listade i Catalogue of Life.